# مدرسة ابن يوسف (فاس)
مدرسة ابن يوسف هي مدرسة تعليمية أسست في عهد الميرينيين بمدينة فاس ولها تصميم مغربي .

### مواضيع ذات صلة
- مدرسة ابن يوسف
- فاس
- قائمة الجامعات الإسلامية

### وصلات خارجية
- جوامع المغرب ومساجده من موقع وزارة الأوقاف والشؤون الإسلامية